# Bahrajn na Letnich Igrzyskach Olimpijskich 2008
Bahrajn na Letnich Igrzyskach Olimpijskich 2008 reprezentowało 15 sportowców w 3 dyscyplinach.
Był to 7. start reprezentacji Bhrajnu na letnich igrzyskach olimpijskich. Reprezentant Bahrajnu, Rashid Ramzi zwyciężył w finale biegu na 1500 m mężczyzn i zdobył pierwszy medal olimpijski w historii kraju – został on mu jednak odebrany z uwagi na wykrycie w jego organizmie środków dopingujących.